# Elisabeth Bas
Elisabeth Bas, även känd som Elisabeth van Campen, född 1571 i Kampen, död 2 augusti 1649 i Amsterdam, var en nederländsk värdshusvärd. Hon är förebilden till cigarrmärket Elisabeth Bas. 
Hon var dotter till handlaren Jacob Janszoon Bas och Engeltje Lubbersdochter och gifte sig 1596 med fartygskaptenen, kaparen och värdshusägaren Jochem Heijndrickszoon Swartenhondt (1566-1627). Enligt samtida sed för sjömansfruar fick hon tillstånd att ägna sig åt affärer under makens frånvaro, och nämns redan 1602 som brödförsäljare. 1606 öppnade maken det populära värdshuset De Prince van Orangien, som hon tog över i eget namn efter hans död 1627. Det var ett av Amsterdams mest populära värdshus, frekventerades av prinsen av Oranien och gjorde henne till en av stadens mer förmögna borgare. 
Hennes porträtt, som 1880 hamnade på Rijksmuseum i Amsterdam, valdes år 1932 av firman H. Jos. van Susante & Co. te Boxtel att bli logga för deras cigarrmärke Elisabeth Bas. 